# Конрад Кжижановський
Конрад Кжижановський (15 лютого 1872, Кременчук, Полтавська губернія — 25 травня 1922, Варшава) — польський художник-ілюстратор і живописець, в основному портретів, який вважався раннім представником експресіонізму.

## Біографія
Виріс у Києві. Перші уроки мистецтва брав у Київській школі малювання у Миколи Мурашко.
Пізніше навчався в Імператорській академії мистецтв у Санкт-Петербурзі. Залишив навчання, коли його неприязнь до шкільних методів навчання переросла у конфлікт з ректором, через що його виключили.
У 1897 році він переїхав до Мюнхена, де брав приватні уроки у Шимона Голлоші. Через три роки оселився у Варшаві і разом із Казимерем Стабровським заснував школу живопису, якою керував чотири роки.
З 1904 по 1909 рік викладав в Академії витончених мистецтв, де часто брав своїх учнів малювати на відкриті пленери у Литві і Фінляндії. Робив ілюстрації для літературно-мистецького журналу "Chimera, який виходив з 1901 по 1907 роки.
У 1906 році одружився з художницею Міхаліною Піотрушевською, студенткою Академії. Після того, як вона закінчила навчання у 1909 році Кжижановський звільнився з роботи.
З 1912 по 1914 рік вони жили в Лондоні та Парижі, де вона навчалася у Моріса Дені у Академії Ренсон.
У 1914 році повернулись до Варшави, але після початку Першої світової війни поїхали жити до родичів дружини на Волинь. З 1917 по 1918 роки жили в Києві, де Кжижановський викладав у «Польській школі образотворчих мистецтв».
Після створення Другої польської республіки вони повернулись до Варшави, і Конрад відновив свою приватну художню школу. Серед його найвідоміших учнів Тадеуш Прушковський, Людвік Конажевський, Кристина Врублевська, Марія Дунін Піотровська.
Помер 25 травня 1922 року у Варшаві.

## Вибрані картини

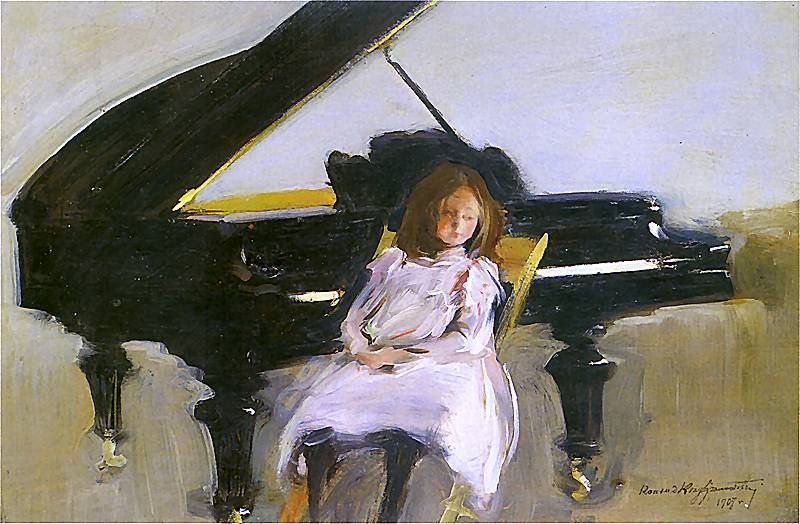
Дівчина за фортепіано, 1907 рік
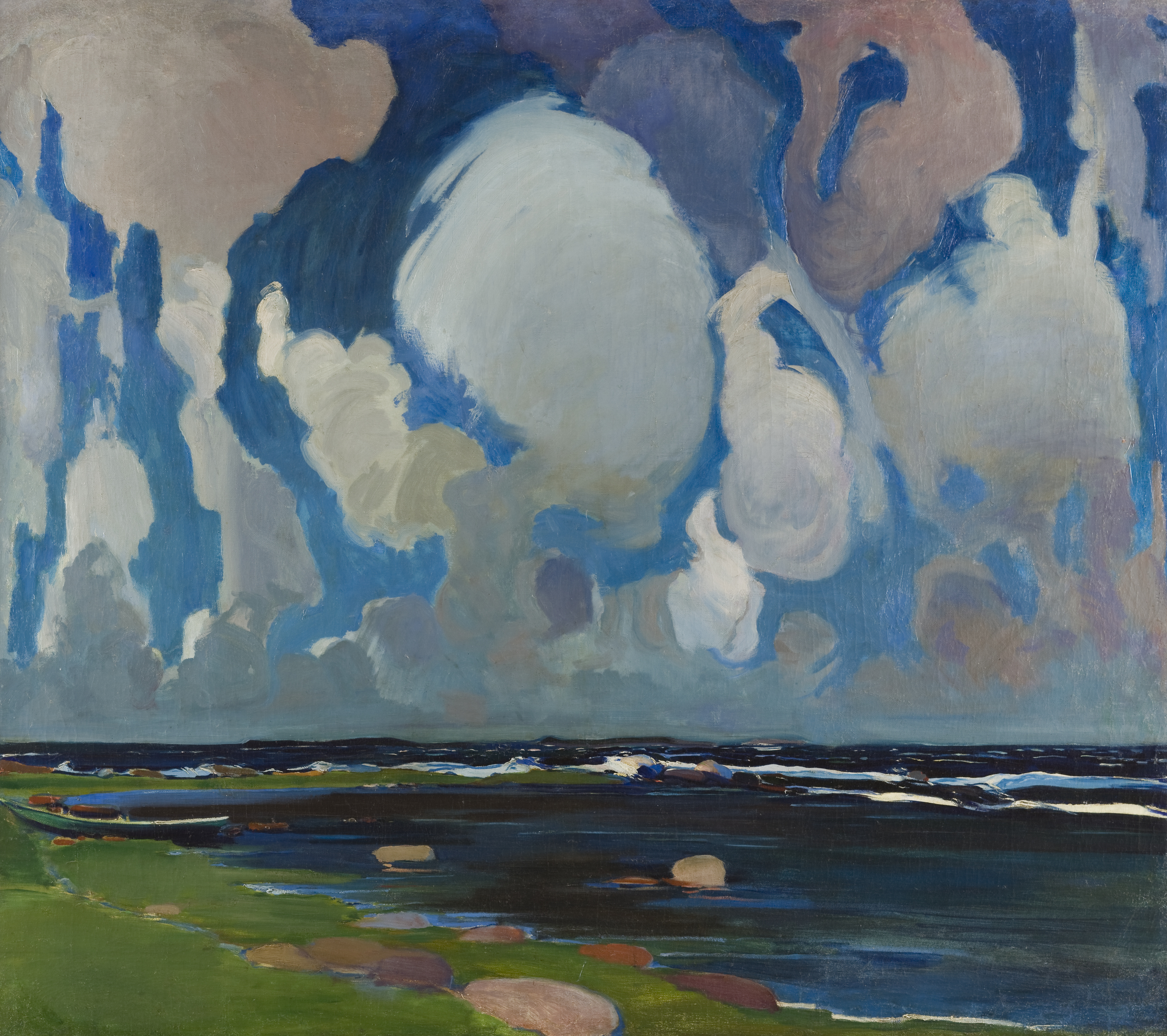
Хмари у Фінляндії, 1908 рік
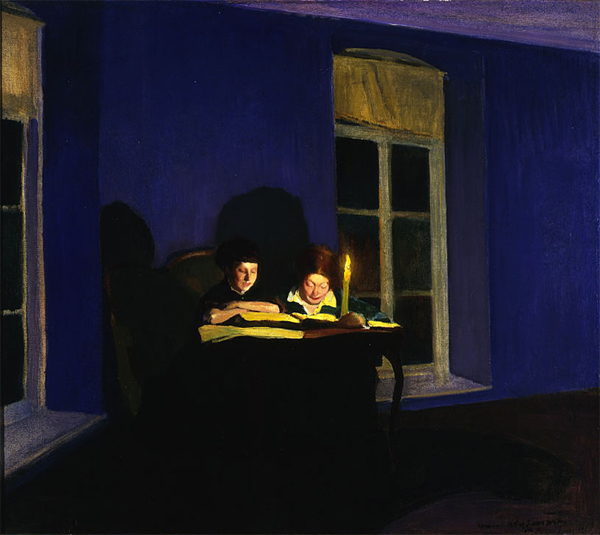
При свічках свічок, 1914, Національний музей у Варшаві
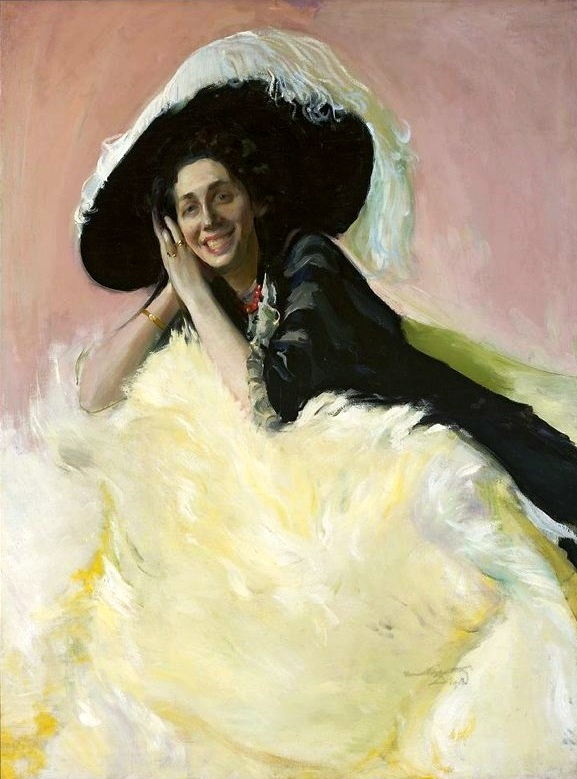
Яніна Вільчинська, 1912, Національний музей у Варшаві
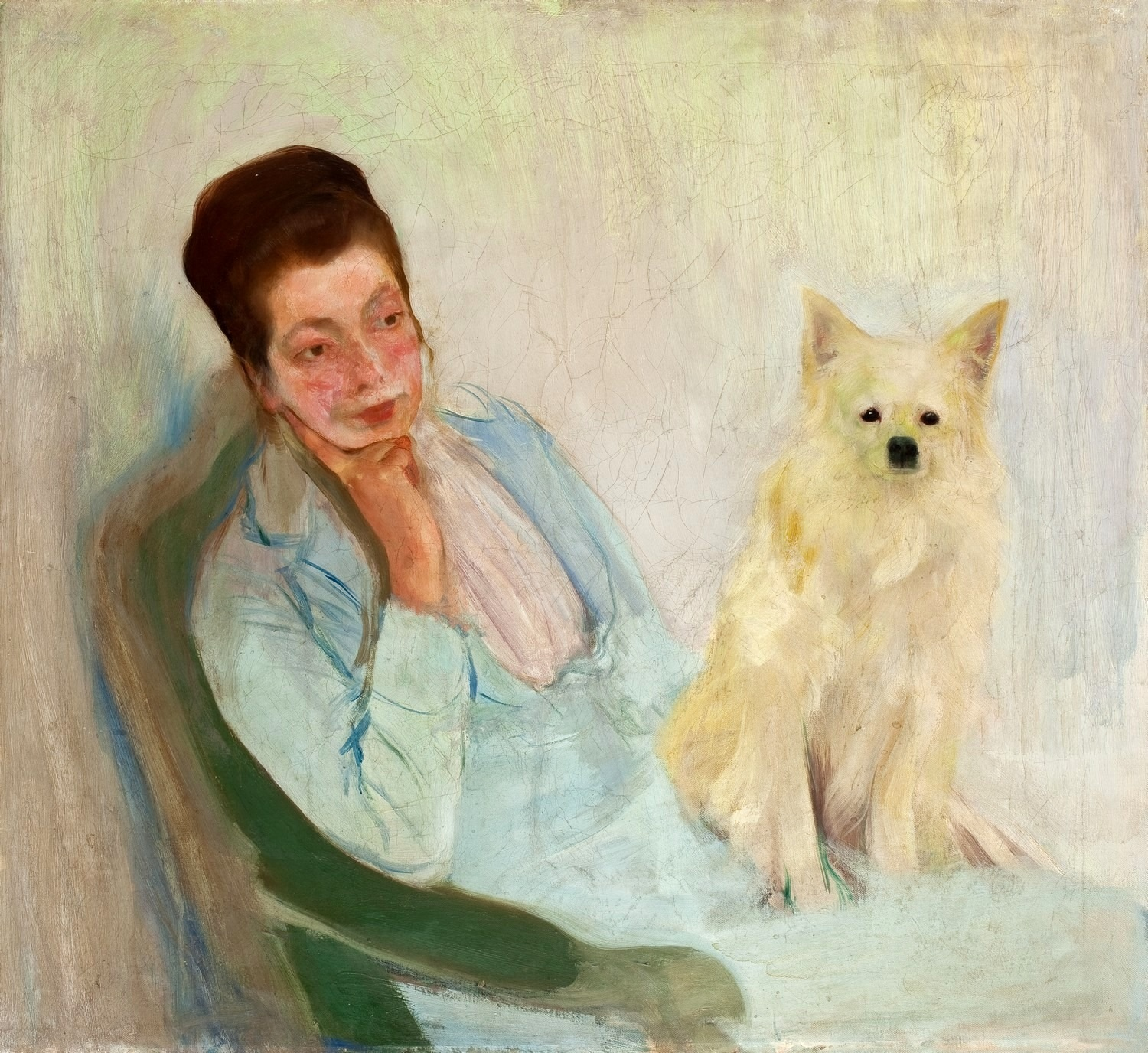
Дружина з собакою, Національний музей у Вроцлаві